# Beschrijvende plantennaam
In botanische nomenclatuur is een beschrijvende plantennaam een makkelijk te onthouden wetenschappelijke naam, in de hogere rangen. Art 16 van de ICBN bepaalt dat namen boven de rang van familie mogen zijn:
- hetzij beschrijvend ("descriptive")
- hetzij gevormd door in de naam van een familie (die weer gebaseerd is op de naam van een deelnemend genus) de uitgang -aceae te vervangen door de van toepassing zijnde uitgang. Deze laatste werkwijze leidt tot namen zoals Magnoliophyta, Magnoliopsida, Magnoliidae etc., gevormd uit de familienaam Magnoliaceae.

Beschrijvende plantennamen nemen weliswaar in belang af maar komen nog steeds veel voor, zoals Plantae, Algae, Musci, Hepaticae, Fungi, Embryophyta, Tracheophyta, Spermatophyta, Gymnospermae, Coniferae, Angiospermae, Monocotyledones, Dicotyledones. Dergelijke beschrijvende namen hebben een lange staat van dienst en zijn veelal ouder dan Linnaeus. Aangezien toentertijd Latijn de algemene wetenschappelijke taal was zijn dergelijke namen grammaticaal goed Latijn. 

## In de rang van familie
Art 18 van de ICBN staat ook beschrijvende namen toe voor een aantal families (de alternatieve namen tussen haakjes zijn ook toegestaan) en één onderfamilie : 
- familie Compositae = "composieten"  (Asteraceae)
- familie Cruciferae = "kruisdragers" (Brassicaceae)
- familie Gramineae = "grassen" (Poaceae)
- familie Guttiferae = "latex-dragers" (Clusiaceae)
- familie Labiatae = "de gelipten" (Lamiaceae)
- familie Leguminosae = "peulvruchten"  (Fabaceae)
- familie Palmae = "palmen"  (Areceae)
- familie Umbelliferae = "scherm-dragers"  (Apiaceae)
- familie Papilionaceae = "vlinderachtigen" (Fabaceae)
respectievelijk onderfamilie Papilionoideae (Faboideae).